# West-Oekraïne

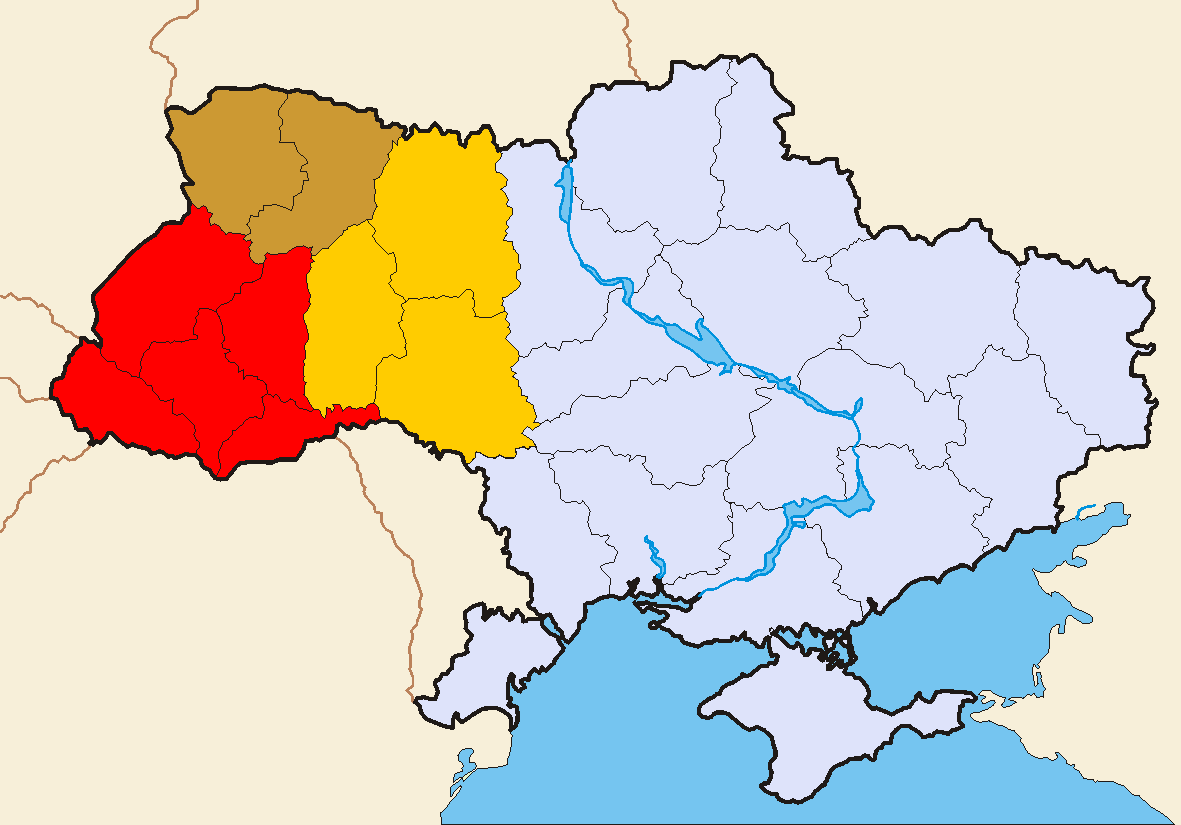
West-Oekraïne
Rood - altijd onderdeel
Bruin - vaak onderdeel
Oranje - soms onderdeel

West-Oekraïne (Oekraïens: Західна Україна) is een geografische en historische benaming voor diverse gebieden in het westen van Oekraïne.

## Geografie
West-Oekraïne omvat een aantal historische regio's zoals Transkarpatië, Galicië (inclusief Pokutië), het grootste deel van Wolynië, de noordelijke Boekovina en het westen van Podolië. Soms worden er ook delen van Oost-Wolynië, Podolië en klein deel van het noorden van Bessarabië (oostelijk deel van oblast Tsjernivtsi) toe gerekend. Belangrijke (historische) steden zijn onder andere Boetsjatsj, Tsjernivtsi, Drohobytsj, Ivano-Frankivsk, Chotyn, Loetsk, Lviv, Moekatsjevo, Rivne, Ternopil en Oezjhorod.

## Geschiedenis
Dit deel van Oekraïne is nooit onderdeel geweest van het Keizerrijk Rusland. Het gebied kwam na de Poolse Delingen in handen van Oostenrijk-Hongarije. Nadat in 1918 de Oekraïense Volksrepubliek was verslagen, werd het gebied bij de Vrede van Riga (1921) verdeeld onder Polen, Tsjechoslowakije, Hongarije en de Sovjet-Unie, waarbij het westelijke deel grotendeels in handen kwam van Polen en het oostelijke deel in handen van de Sovjet-Unie. De naam voor het gebied ontstond in 1939 toen het eerstgenoemde westelijke deel werd geannexeerd op de Tweede Poolse Republiek en tot onderdeel werd gemaakt van de Oekraïense Socialistische Sovjetrepubliek middels een grotendeels in scène gezette volksverkiezing.

## Bestuurlijke indeling
Tot het gebied behoren de huidige onderstaande oblasten.
| Bestuurlijke regio     | Oppervlakte (km2) | inwoners (census 2001) | Inwoners (schatting 2012) |
| ---------------------- | ----------------- | ---------------------- | ------------------------- |
| Oblast Tsjernivtsi     | 8.097             | 922.817                |                           |
| Oblast Ivano-Frankivsk | 13.927            | 1.409.760              | 1.380.128                 |
| Oblast Chmelnytsky     | 20.629            | 1.430.775              | 1.320.171                 |
| Oblast Lviv            | 21.831            | 2.626.543              | 2.540.938                 |
| Oblast Rivne           | 20.051            | 1.173.304              | 1.154.256                 |
| Oblast Ternopil        | 13.824            | 1.142.416              | 1.080.431                 |
| Oblast Wolynië         | 20.144            | 1.060.694              | 1.038.598                 |
| Oblast Transkarpatië   | 12.753            | 1.258.264              | 1.250.759                 |
| Totaal                 | 131.256           | 10.101.756             | 9.765.281                 |

## Culturele verschillen
Oekraïens is de belangrijkste taal in de regio.
De meerderheid van gelovige bewoners hangt net als de rest van Oekraïne de Byzantijnse liturgie van het christendom aan. Doordat de regio deels ontsnapte aan de christenvervolging in de Sovjet-Unie in de jaren 1920 en 1930 is de rol van religie in de samenleving veel groter dan in de rest van Oekraïne, dat hier wel aan werd blootgesteld. Sinds de onafhankelijkheid van Oekraïne is dit vooral te zien aan de dominante positie van de Oekraïense Grieks-Katholieke Kerk in het Galicische deel van de regio. In de overige gebieden Volynië, Boekovina en Transkarpatië is de orthodoxie dominant.
Vergeleken met de rest van Oekraïne, met name Zuid-Oekraïne en Oost-Oekraïne, is de bevolking hier vaak negatiever over Russische invloeden, zoals het Russisch en historische figuren zoals Jozef Stalin. Ook is men er positiever ten opzichte van het Oekraïens nationalisme. In 1991 was dit het gebied waar tijdens het referendum over de onafhankelijkheid de meeste mensen de onafhankelijkheid van Oekraïne ondersteunden. Tijdens verkiezingen stemmen relatief veel meer inwoners op pro-westerse en staatshervormingsgezinde partijen, waarbij Galicië eruit springt als het meest pro-westers en pro-nationalistisch gebied.